# Jan Gajdoš
Jan Gajdoš   (Židenice, 27 de desembre de 1903 - Brno, 19 de novembre de 1945) va ser un gimnasta artístic txecoslovac que va competir durant les dècades de 1920 i 1930.
El 1928 va prendre part en els Jocs Olímpics d'Amsterdam, on disputà les set proves del programa de gimnàstica. Guanyà la medalla de plata en la competició del concurs complet per equips. Fou quart en la prova de les barres paral·leles i novè en la d'anelles, mentre en les altres cinc proves aconseguí posicions més enllà de la desena posició. El 1936, als Jocs de Berlín, disputà les vuit proves del programa de gimnàstica. Sols destaca la quarta posició en el concurs complet per equips, mentre en les altres set proves aconseguí posicions més enllà de la desena posició.
En el seu palmarès també destaquen 11 medalles al Campionat del Món de gimnàstica artística, cinc d'or, quatre de plata i dues de bronze.
Durant l'ocupació nazi es va unir a la resistència. Va morir el 1945, a conseqüència del temps passat a la presó.